# チェルヴィニャーノ・ダッダ
チェルヴィニャーノ・ダッダ（伊: Cervignano d'Adda）は、イタリア共和国ロンバルディア州ローディ県にある、人口約2,200人の基礎自治体（コムーネ）。

## 地理

### 位置・広がり

#### 隣接コムーネ
隣接するコムーネは以下の通り。
- ガルガニャーノ
- ムラッツァーノ
- ゼーロ・ブオン・ペルシコ

### 気候分類・地震分類

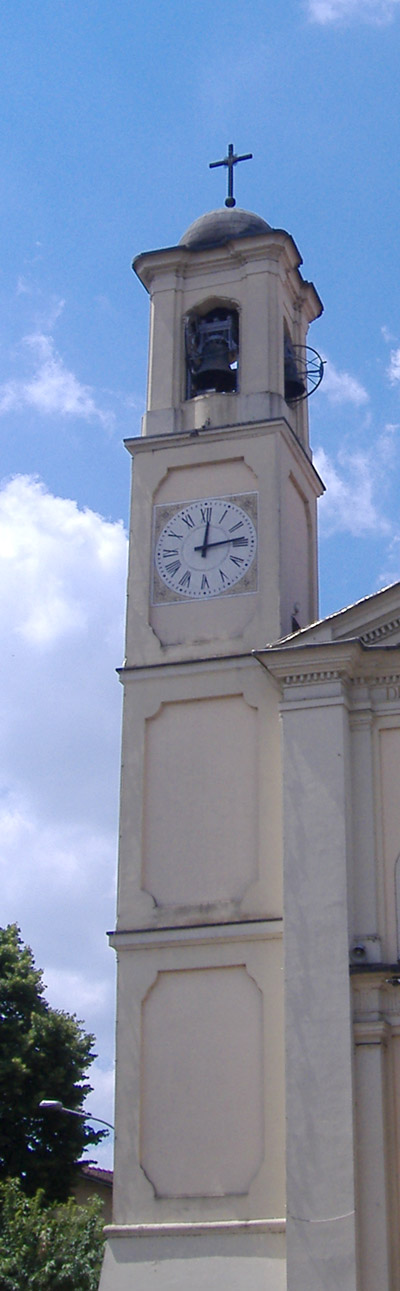

気候分類では、zona E, 2557 GGに分類される。
また、イタリアの地震リスク階級 (it) では、zona 3 (sismicità bassa) に分類される。